# الحزة العليا (وضرة)

تعديل مصدري - تعديل

الحزة العليا هي إحدى قرى عزلة العميسي بمديرية وضرة التابعة لمحافظة حجة، بلغ تعداد سكانها 211 نسمة حسب تعداد اليمن لعام 2004.